# Science for the Satanic Citizen
Albums de Leæther Strip
The Pleasure of Penetration Solitary Confinement
(1992)
Science for the Satanic Citizen est le second album du projet de musique industrielle danois Leæther Strip. Il est sorti en 1990 sous le label allemand Zoth Ommog.
Le titre « Law of Jante » est un des rares morceaux chantés en danois, et non en anglais. Il doit son nom à la loi de Jante, code de conduite énoncé par l'écrivain Aksel Sandemose dans son ouvrage « Un réfugié dépasse ses limites » (En flygtning krydser sit spor).

## Liste des titres
1. Zyklon B
2. G.A.W.M.
3. Rotation (Axis Off)
4. Satanic Citizen
5. What's Hell Really Like ?
6. Law of Jante
7. Cast-away
8. Torment Me